# Gerhard Wörner (Ökonom)
Gerhard Wörner (* 11. Juni 1878 in Meißen; † 5. August 1943 in Leipzig) war ein deutscher Versicherungsrechtler in Leipzig.

## Leben
Wörner besuchte das König-Albert-Gymnasium und studierte an der Universität Leipzig Rechtswissenschaft. 1897 wurde er Mitglied der Burschenschaft Normannia Leipzig. Die Promotion erfolgte 1902. Bald erhielt er einen Lehrauftrag an der Universität Leipzig sowie an der Handelshochschule Leipzig zu versicherungsrechtlichen Fragen. 1911 wurde er zum Professor an die HHL berufen. 1923 wurde er dort Ordinarius für Sozialrecht und Versicherungswesen. Wörner ist ein Pionier der Versicherungsbetriebslehre. Wörner wurde von 1933 bis 1937 Rektor der HHL und konnte die Zahl der Lehrstühle steigern. 1940 beendete er die Lehre aus Gesundheitsgründen. Im November 1933 unterzeichnete er das Bekenntnis der Professoren an den deutschen Universitäten und Hochschulen zu Adolf Hitler und dem nationalsozialistischen Staat.

## Schriften
- Grundriss der Allgemeinen Versicherungslehre, 1908.
- Der demokratische Gedanke im deutschen Sozialrecht, Halberstadt 1925.